# Notació matemàtica
La notació matemàtica és un sistema de representacions simbòliques d'objectes matemàtics i d'idees. Les notacions matemàtiques són utilitzades en matemàtiques, ciències físiques, enginyeria i economia. Les notacions matemàtiques inclouen representacions simbòliques relativament simples, com els nombres 1 i 2, funcions com sin i +; símbols conceptuals, com lim, dy/dx, equacions i variables; i complexes notacions diagramàtiques com la notació gràfica Penrose i diagrames de Coxeter-Dynkin.

## Definició
Una notació matemàtica és un sistema d'escriptura (de fet, un llenguatge formal) utilitzat per al registre de conceptes en matemàtiques.
- La notació utilitza símbols o expressions simbòliques que estan pensats per tenir un significat semàntic precís.
- En la història de les matemàtiques, aquests símbols han denotat nombres, formes, patrons i canvi. La notació també pot incloure símbols per a parts del discurs convencional entre matemàtics, quan la matemàtica és vista com un llenguatge.[1]

Els mitjans utilitzats en l'escriptura es relaten a continuació, però els materials comuns en l'actualitat inclouen paper i llapis, tauler i guix (o retoladors d'esborrat en sec), i els mitjans electrònics. L'adherència sistemàtica a conceptes matemàtics és un concepte fonamental de la notació matemàtica. (Vegeu també alguns conceptes relacionats: argument lògic, lògica matemàtica i la teoria de models.)

## Expressions
Una expressió matemàtica és una successió de símbols que poden ser avaluats. Per exemple, si els símbols representen nombres, les expressions s'avaluen segons un ordre de les operacions convencional que proporciona el càlcul, si és possible, de qualsevol expressió entre parèntesis, seguits per qualsevol exponents i arrels, a continuació, llavors multiplicacions i divisions i finalment, qualsevol addició o sostraccions, tot fet des d'esquerra a dreta. En un llenguatge de programació, aquestes normes són aplicades pels compiladors. Per a més informació sobre l'avaluació d'expressions vegeu els temes d'informàtica: avaluació ansiosa, avaluació tardana i operador d'avaluació.

## Significat semàntic precís
Les matemàtiques modernes necessiten ser precises, perquè les notacions ambigües no permeten proves formals. Suposi que tinguem declaracions, representades per alguna seqüència formal de símbols, sobre alguns objectes (per exemple, nombres, formes, patrons). Fins que es pot demostrar la validesa de les declaracions, el seu significat no s'ha resolt. Al raonar, podrem desitjar que els símbols es refereixen als objectes denotats, potser en un model. La semàntica d'aquest objecte té un aspecte heurístic i un aspecte deductiu. En qualsevol cas, podríem voler saber les propietats d'aquest objecte, que podríem llavors llistar en una definició d'intensió.
Aquestes propietats podrien llavors ser expressades per alguns símbols coneguts i acceptats des d'una taula de símbols matemàtics. Aquesta notació matemàtica podria incloure notacions com:
- «Tot el x», «cap x», «hi ha un x» (o el seu equivalent, «algú x»),«un conjunt», «una funció»
- «Un mapatge des dels nombres reals als nombres complexos»

En diferents contextos, el mateix símbol o notació es pot utilitzar per representar conceptes diferents. Per tant, per entendre completament una peça d'escriptura matemàtica, és important revisar primer les definicions que l'autor dona a les notacions que s'estan utilitzant. Això pot ser problemàtic si l'autor assumeix que el lector ja està familiaritzat amb la notació en ús.

## Història

### Comptatge
Es creu que una notació matemàtica per representar comptatge va ser desenvolupada per primera vegada com a mínim 50.000 anys enrere - idees matemàtiques primerenques com comptar amb els dits. També s'han representat per col·leccions de pedres, pals, ossos, fang, pedra, entalls en fusta i cordes nuades. El «pal de recompte» és una manera intemporal de comptar.
Potser els textos matemàtics més antics coneguts són els de l'antiga Sumèria. El sistema de numeració babilònic, de base 60, va ser el primer sistema posicional que es va desenvolupar, i la seva influència està present avui en dia en la forma en què el temps i els angles es compten en comptes relacionats amb 60, com ara 60 minuts en una hora i 360 graus en un cercle.
Icona de Validada per la comunitat El quipu dels Andes i l'Os d'Ishango d'Àfrica utilitzaven el mètode de marques de recompte que representen els conceptes numèrics.
La utilització del zero com un nombre és un dels esdeveniments més importants en la matemàtica primerenca. Va ser utilitzat com un marcador de posició pels babilonis i grecs, i després com un enter pels maies, indis i àrabs (vegeu la història del zero per a més informació).

### La geometria es torna analítica
Els punts de vista matemàtics en la geometria no es presten bé a comptar. Els nombres naturals, la seva relació amb les fraccions, i la identificació de quantitats contínues en realitat va prendre mil·lennis a prendre forma, i encara més per permetre el desenvolupament de la notació. No va ser fins a la invenció de la geometria analítica de René Descartes que la geometria va estar més subjecta a una notació numèrica. Algunes dreceres simbòliques per a conceptes matemàtics van arribar a ser utilitzats en la publicació de proves geomètriques. D'altra banda, el poder i l'autoritat del teorema de la geometria i l'estructura de prova en gran manera van influir en els tractats no geomètrics, la «Principia Mathematica» d'Isaac Newton, per exemple.

### El recompte es mecanitza
Després de l'aparició de l'àlgebra de Boole i el desenvolupament de la notació posicional, es va fer possible mecanitzar circuits simples per comptar, primer per mitjans mecànics, com engranatges i varetes, que utilitzaven rotació i translació per representar canvis d'estat, llavors per mitjans elèctrics, utilitzant canvis en el voltatge i el corrent per representar els anàlegs de la quantitat. Avui en dia, els ordinadors utilitzen circuits estàndards per emmagatzemar i canviar les quantitats, que representen no només nombres, sinó imatges, so, moviment i control.

### Notació moderna
Els segles xviii i xix van veure la creació i estandardització de la notació matemàtica que s'utilitza avui en dia. Euler va ser el responsable per moltes de les notacions en ús avui en dia: l'ús d'«a», «b», «c» per a constants i «x», «y», «z» per a incògnites, e per a la base dels logaritmes naturals, sigma (Σ) per suma, i per la unitat imaginària i la notació funcional f(x). També va popularitzar l'ús de π com constant d'Arquímedes (a causa de la proposta de William Jones per a l'ús de π d'aquesta manera basada en la notació anterior de William Oughtred). Molts camps de matemàtiques porten l'empremta dels seus creadors per a la notació: l'operador diferencial es deu a Leibniz, els cardinals infinits a Georg Cantor (més la lemniscata - ∞ - de John Wallis), el símbol de congruència (≡) a Gauss, i així successivament.

### Notació automatitzada
L'augment dels avaluadors d'expressió com calculadores i regles de càlcul era només part de què s'exigia per a matematitzar una civilització. Avui en dia, les notacions en els teclats s'utilitzen per al correu electrònic d'expressions matemàtiques, la notació abreujada d'Internet. L'ampli ús de llenguatges de programació, que ensenyen als seus usuaris la necessitat de rigor en la declaració d'una expressió matemàtica (o en cas contrari el compilador no acceptarà la fórmula) estan contribuint a un punt de vista més matemàtic en tots els àmbits de la vida. Els llenguatges de marcatge matemàticament orientats com TeX, LaTeX i, més recentment, MathML, són prou poderoses que es qualifiquen com notacions matemàtiques en si mateixes.
Per a algunes persones, visualitzacions informatitzades han estat de gran ajuda per comprendre les matemàtiques que la mera notació simbòlica no podria proporcionar. Es poden beneficiar de l'àmplia disponibilitat de dispositius, que ofereixen realimentació gràfica, visual, sonora i tàctil més gran.

### Notació ideogràfica
En la història de l'escriptura, els símbols ideogràfics van sorgir en primer lloc, com representacions més o menys directes d'algun element concret. Això ha tancat el cercle amb el sorgiment dels sistemes de visualització informàtics, que es poden aplicar a les visualitzacions abstractes, així com per a la prestació d'algunes projeccions de varietats de Calabi-Yau.
Exemples de visualització abstracta que pertanyen pròpiament a la imaginació matemàtica es pot trobar, per exemple en gràfics per ordinador. La necessitat d'aquests models abunda, per exemple, quan les mesures de l'objecte d'estudi són de fet variables aleatòries i no realment funcions matemàtiques ordinàries.

## Notació matemàtica no derivada del llatí
La moderna notació matemàtica àrab es basa principalment en l'alfabet àrab i s'utilitza àmpliament en el món àrab, especialment en els nivells preuniversitaris de l'educació.
Algunes notacions matemàtiques són majoritàriament diagramàtiques, i també són gairebé totalment independents de l'escriptura. Exemples d'això són la notació gràfica Penrose i diagrames de Coxeter-Dynkin.
Notacions matemàtiques basades en braille usats per persones cegues inclouen Braille Nemeth i Braille GS8.